# وريدان أجوفان
الوريدان الأجوفان (باللاتينية: Venae cavae) هما الوريد الأجوف العلوي، والوريد الأجوف السفلي. يقوم الوريدان بإعادة الدم الخالي من الأكسجين من الجسم إلى القلب ويصبان في الأذين الأيمن.
الوريد الأجوف السفلي أو الخلفي يمتد بمحاذاة الأبهر ويحمل الدم من القسم السفلي للجسم.
الوريد الأجوف العلوي أو الأمامي يكون فوق القلب ويحمل الدم من الرأس والطرفين العلويين.
الوريدان الأجوفان هما الأكبر في الجسم والوريد السفلي أكبر من العلوي.